# Moșna, Iași
Moșna este o comună în județul Iași, Moldova, România, formată numai din satul de reședință cu același nume.

## Geografie

### Așezare
Comuna se află în sud-estul județului, pe malurile râului Moșna (care se varsă în Prut) și ale afluentului său, Moșnișoara. Este deservită de șoseaua județeană DJ244F, care o leagă spre nord de Răducăneni (unde se intersectează cu DN28) și Grozești.

### Distribuția suprafeței
Suprafața cultivabila este de aprox. 1000 hectare. 40% din teritoriul comunei este pădure, aici situându-se și dealul Moșnei, care face parte din ansamblul Codrii Iașilor, cu punctul culminant numit "Movila Cetățuii". Defrișările în zonă sunt foarte mici, ele rezultând mai mult de pe urma operației de rărire a arborilor, efectuate de direcția silvică Răducăneni și mai puțin de pe urma defrișărilor propriu-zise, acestea având, preponderent, caracter ilegal. Perimetrul silvic este de aproximativ 970 ha.

### Faună
Regiunea Moșnei se caracterizează printr-o faună caracteristică pădurilor de foioase.
Cele mai întâlnite specii fiind:
- păsări: vrabia domestică, ciocârlie, prigorul, cristel de câmp, potârniche, bufnița, cucul, cucuveaua, prepeliță, barză, rață sălbatică, rândunică și uliul.
- animale: popândăul, cârtița, șoarecele de câmp, iepurele de câmp, ariciul, vulpea, dihorul comun, mistrețul și viezurele.
- reptilele sunt reprezentate de numeroase specii de șerpi și șopârle.

### Floră

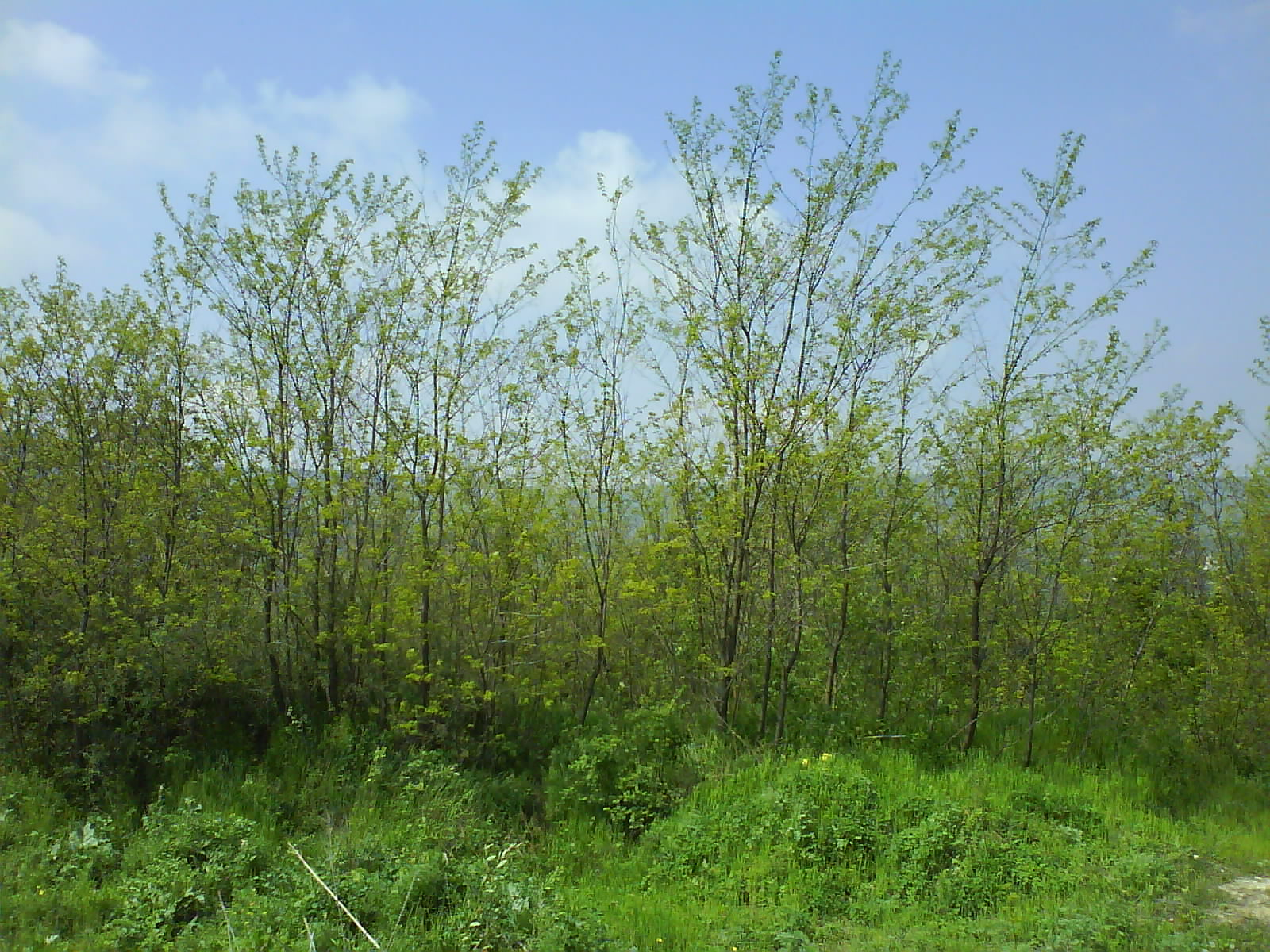
Puieţi de salcâm plantaţi de locuitori lângă o carieră de piatră.

Flora Moșnei este caracteristică pădurilor de foioase.
Cele mai numeroase specii sunt:
- caracteristice câmpiilor: iarba calului, trifoiul, troscotul, măceșul, urzica, macul de câmp, cicoarea, neghina, volbura, coada calului, curnuțul și cânepa sălbatică.
- caracteristice pădurilor de foioase: fagul, specie numeroasă în regiune, teiul, specia predominantă în pădurile dealului Moșna, frasinul, carpenul, stejarul, specie predominantă în regiunea pădurii Unsu, ulmul, salcâmul, specie numeroasă în pădurile mici ale Moșnei, mesteacănul, plopul și arinul, în special în regiunea Hârtoape.

## Demografie
Componența etnică a comunei Moșna
     Români (68,48%)
     Alte etnii (31,52%)
Componența confesională a comunei Moșna
     Ortodocși (65,18%)
     Adventiști (3,02%)
     Alte religii (0,29%)
     Necunoscută (31,52%)
Conform recensământului efectuat în 2021, populația comunei Moșna se ridică la 2.421 de locuitori, în creștere față de recensământul anterior din 2011, când fuseseră înregistrați 1.767 de locuitori. Majoritatea locuitorilor sunt români (68,48%). Din punct de vedere confesional, majoritatea locuitorilor sunt ortodocși (65,18%), cu o minoritate de adventiști (3,02%), iar pentru 31,52% nu se cunoaște apartenența confesională.

## Politică și administrație
Comuna Moșna este administrată de un primar și un consiliu local compus din 13 consilieri. Primarul, Georgel Popa[*], de la Partidul Național Liberal, este în funcție din 2004. Începând cu alegerile locale din 2024, consiliul local are următoarea componență pe partide politice:
|  | Partid                          | Consilieri | Componența Consiliului | Componența Consiliului | Componența Consiliului | Componența Consiliului | Componența Consiliului | Componența Consiliului | Componența Consiliului | Componența Consiliului | Componența Consiliului |
|  | ------------------------------- | ---------- | ---------------------- | ---------------------- | ---------------------- | ---------------------- | ---------------------- | ---------------------- | ---------------------- | ---------------------- | ---------------------- |
|  | Partidul Național Liberal       | 9          |                        |                        |                        |                        |                        |                        |                        |                        |                        |
|  | Partidul Social Democrat        | 2          |                        |                        |                        |                        |                        |                        |                        |                        |                        |
|  | Alianța pentru Unirea Românilor | 1          |                        |                        |                        |                        |                        |                        |                        |                        |                        |
|  | Partidul Mișcarea Populară      | 1          |                        |                        |                        |                        |                        |                        |                        |                        |                        |

## Istorie
La sfârșitul secolului al XIX-lea, comuna făcea parte din plasa Podoleni a județului Fălciu și era formată tot doar din satul de reședință, având 1510 locuitori. În comună funcționau o școală cu 33 de elevi, înființată în 1867 și două biserici. Anuarul Socec din 1925 consemnează desființarea comunei și trecerea satului Moșna la comuna Bohotin.
După al Doilea Război Mondial, comuna a fost reînființată, făcând parte din raionul Iași al regiunii Iași. În 1968, ea a trecut la județul Iași.

## Monumente istorice
Două obiective din comuna Moșna sunt incluse în lista monumentelor istorice din județul Iași ca monumente de interes local. Unul este un sit arheologic, fortificația din punctul „Cetățuia”, aflat la 1 km nord de sat și datând din perioada Latène (secolele al III-lea–al II-lea î.e.n.). Celălalt, clasificat ca monument de arhitectură, este biserica „Sfinții Voievozi” (secolul al XVIII-lea).

## Economie
Economia Moșnei are un caracter preponderent agricol. Până în anul 1989 volumul activității economice se realiza în proporție de 36,7% în agricultură, 13,7% in industrie iar restul in sfera serviciilor. Volumul activității economice după anul 1990 a scăzut, crescând ponderea producției agricole.În prezent în comună își au sediul mai multe IMM-uri, concetrate pe sectorul comercial și de transport, activitatea comercială în comună fiind înfloritoare.

## Agricultură
În Moșna întâlnim suprafețe mari cu vii(16,1% din terenul agricol), livezi(6,60% din terenul agricol).Structura culturilor de câmp e relativ dezechilibrată, remarcându-se porumbul(52,8%), și culturile păioase(28,8%).Pajiștile și fânețele sunt relativ rare, potențialul productiv al solului zonei fiind moderat, fiind reprezentate mai ales prin izlazul Gura Bohotin și prin izlazul Recea, ultimul fiind cel mai mare izlaz de pe teritoriul comunei, dar fiind și afectat însă de alunecari de teren.

### Pomicultură
Satul este amplasat în bazinul pomicol Iași-Răducăneni, principala specie pomicolă fiind GUTUIUL, în special cu specia autohtonă gutui de Moșna.
Pe lângă gutui se mai cultivă pruni(38,4%), cireși și vișini(22,5%),nuci, etc. .

## Personalități născute aici
- Dan Damaschin (n. 1975), preot remarcat prin acte de caritate.